# Maeve Plouffe
Maeve Plouffe (8 luglio 1999) è una pistard e ciclista su strada australiana che corre per il team Hess.

## Palmarès

### Pista
- 2018

Campionati australiani, Inseguimento a squadre (con Breanna Hargrave, Annette Edmondson e Alexandra Manly)
Campionati australiani, Americana (con Kristina Clonan)
- 2019

Campionati australiani, Inseguimento a squadre (con Breanna Hargrave, Ella Sibley e Chi Long Chung)
Campionati australiani, Americana (con Kristina Clonan)
Campionati australiani, Inseguimento individuale
Campionati oceaniani, Scratch
5ª prova Coppa del mondo 2019-2020, Inseguimento a squadre (Brisbane, con Annette Edmondson, Ashlee Ankudinoff, Alexandra Manly e Georgia Baker)
- 2021

Tasmania Carnivals - Burnie, Scratch
- 2022

Adelaide Track League, Omnium
Campionati australiani, Americana (con Alyssa Polites)
Campionati australiani, Inseguimento a squadre (con Amber Pate, Alli Anderson, Hayley Jones, Danielle De Francesco e Claire Battle)
Campionati australiani, Inseguimento individuale
2ª prova Coppa delle Nazioni, Inseguimento individuale (Milton)
Giochi del Commonwealth, Inseguimento a squadre (con Georgia Baker, Sophie Edwards e Chloe Moran)

### Strada
- 2017 (Juniores, una vittoria)

Campionati oceaniani, Prova a cronometro Junior
- 2022 (Dilettanti, una vittoria)

Melbourne to Warrnambool Classic

#### Altri successi
- 2024 (Team dsm-firmenich PostNL)

Herne

## Piazzamenti

### Grandi Giri
- Vuelta a España

2023: 123ª

### Competizioni mondiali
- Campionati del mondo su pista

Montichiari 2017 - Inseguimento a squadre Junior: 4ª
Montichiari 2017 - Inseguimento individuale Junior: 5ª
Montichiari 2017 - Americana Junior: 6ª
Berlino 2020 - Inseguimento a squadre: 5ª
Berlino 2020 - Inseguimento individuale: 10ª
Saint-Quentin-en-Yvelines 2022 - Inseguimento a squadre: 4ª
Saint-Quentin-en-Yvelines 2022 - Inseguimento individuale: 6ª
Glasgow 2023 - Inseguimento a squadre: 5ª
Glasgow 2023 - Inseguimento individuale: 5ª
- Giochi olimpici

Tokyo 2020 - Inseguimento a squadre: 5ª
Tokyo 2020 - Americana: 7ª
Parigi 2024 - Inseguimento a squadre: 7ª